# Avesnes-le-Sec
Avesnes-le-Sec település Franciaországban, Nord megyében. Lakosainak száma 1453 fő (2022. január 1.). Avesnes-le-Sec Noyelles-sur-Selle, Villers-en-Cauchies, Haspres, Hordain, Iwuy és Lieu-Saint-Amand községekkel határos.

## Népesség
A település népességének változása:
| Lakosok száma | 1430 | 1483 | 1486 | 1458 | 1445 | 1449 | 1445 | 1447 | 1453 |
|               | 2013 | 2015 | 2016 | 2017 | 2018 | 2019 | 2020 | 2021 | 2022 |